# Koremasphaera colonus
Koremasphaera colonus är en kräftdjursart som beskrevs av Bruce 2003. Koremasphaera colonus ingår i släktet Koremasphaera och familjen klotkräftor. Inga underarter finns listade i Catalogue of Life.